# Ioan Dan
Ioan Dan (n. 30 iunie 1922, Deva – d. 31 octombrie 2003, Los Angeles) a fost un romancier și memorialist. 
Urmează Școala Normală la Sighet și Focșani (1934-1940). Își continuă studiile la Liceul nr. 39 din București, luându-și bacalaureatul în anul 1968. A fost, pe rând, vânzător de ziare în București, muncitor la o carieră de nisip, chelar la lăptăria "Cocea" de pe calea Văcărești, muncitor într-o orezărie din Transilvania, scriitor amator, tehnician tipograf, șef de serviciu într-o cooperativă de artizanat și, în final, scriitor bine lansat cu romane aventuriere de capă și spadă, gustate de tineret pentru stilul lor umoristic, captivant. Cele mai importante scrieri sunt evocări istorice, axate pe figurile lui Mircea cel Bătrân și Mihai Viteazul, dar și pe cele ale unor eroi anonimi exemplari, adevărate modele de curaj și înțelepciune. Autorul devine membru al Uniunii Scriitorilor în 1978. În anul 1984 emigrează în Germania, apoi, în 1986, în Statele Unite, stabilindu-se lângă Los Angeles, în California.
Ioan Dan a debutat în literatură în 1938 cu romanul Regele sportivilor, editor Costel Niculescu, continuat cu volumul al doilea, în 1940. În 1941 publică romanul Detectivul, iar din 1968 colaborează frecvent la revista literară Luceafărul. Urmează debutul de maturitate cu cărți de succes la public și cu reeditări.
Familie
Căsătorit cu Aretia Dan
Fiu: Ion Gheorghe Dan (căsătorit cu Mihaela Dan)
Nepoții: Alexandru Florin Dan & Ion Gabriel Dan

## Scrieri
- Locatarii din Strada Fecioarei, București, 1970
- Curierul secret, Editura Eminescu, București, 1974
- Cavalerii, Editura Eminescu, București, 1975
- Taina cavalerilor, Editura Eminescu, București, 1976
- Cavalerii ordinului Basarab, București, 1977; ed. 2, I-II, München, 1985-1987; reeditat în ediția a V-a de Editura Lucman, București, 2004. Tradus în limba rusă de Petre Stati și apărut la Moscova în 1978
- Stăpânii golfului, editura Eminescu, București, 1981
- Cavalerii râsului (în colaborare), Editura Ion Dumitru, München, 1987
- Milionarii (schițe și povestiri), Editura Publistar, București, 2000
- Jurnal de exil, Editura Publistar, București, 2000